# Saliares

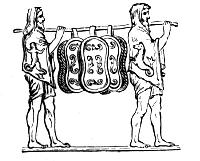
Los salii portando en procesión los ancilia.

Los saliares o salios (en latín, salii) eran los sacerdotes de Marte en la Antigua Roma: doce jóvenes aristócratas, vestidos en antiguos trajes lucidos por los viejos guerreros, extravagantes incluso para la gente de la época de Cicerón. Estos disfraces estaban formados por una túnica bordada, un peto, una capa roja corta, una espada y sombreros acabados en punta llamados apex. Cargaban con doce ancilas o escudos sagrados de bronce. Estos escudos recordaban la figura de un ocho, como los escudos micénicos. Uno de los escudos se decía que había caído del cielo en el reinado de Numa Pompilio, y se hicieron once copias.
Tenían un papel principal en el festival de los saliares, durante el cual cantaban el Carmen Saliare. Su deber, y la función de la canción, era mantener a Roma salva en la batalla. Durante el principado, el nombre de Augusto fue insertado en la canción. Ovidio ya pensaba que sus rituales estaban anticuados y no eran comprensibles. Desde César y Augusto, el emperador era sagrado, y los saliares celebraban las victorias en la guerra celebrando las capacidades del sagrado emperador, título dado por el Senado.

## Danzas de los sacerdotes Salios
La danza que practicaban los sacerdotes Salios era arcaica, rutinaria y fácil. Más que una danza artística los Salios golpeaban con fuerza el suelo, en general, se la conocía con el nombre de saltatio o tripudium. Tripudium indica que estaba compuesta por tres movimientos ya que de hecho los Salios en su ejecución golpeaban la tierra tres veces con sus pies. Para algunos autores el tripudium se basaría en un ritmo Anapéstico con tres movimientos: primero, dos breves, golpeados con un pie y después un tercer movimiento igual en duración a los anteriores, que sería un tiempo de descanso sobre el otro pie: requies pedum.
El mismo Séneca compara los movimientos de los tintoreros al golpear con sus pies los tejidos en las cubas de lavado:
"Existen ejercicios fáciles y breves que sin consumir demasiado tiempo y sin mucho esfuerzo distienden el cuerpo, que debemos tener muy en cuenta: correr, manejar las pesas y el salto, sea en alto o en largo, o bien el así llamado 'saliar', o como se dice más irreverentemente, 'el batanero': de práctica simple, fácil, elige el que más te plazca de todos ellos."
En cuanto al orden de la danza y las figuras que harían los danzantes en su recorrido existen pocos testimonios. Se sabe que existía el praesul, el corifeo de la danza, que bailaría en primer lugar él sólo, y los demás repiten sus pasos.